# Douglas Bergqvist
 (décembre 2017).
 (décembre 2017).
Douglas Bergqvist, né le 29 mars 1993 à Stockholm, est un footballeur suédois. Il joue au poste de défenseur central au Riga FC.

## Biographie
Chez les jeunes, Bergqvist joue avec le Reading FC et les Queens Park Rangers, avant de rejoindre Aldershot Town en 2009. En 2010, il passe professionnel et enchaine les prêts successifs dans les divisions inférieures anglaises avant de faire ses débuts pour Aldershot Town en mai 2011. 
Bergqvist signe en faveur d'Exeter City en juin 2013, avant d'être prêté au Welling United FC quelques jours plus tard.
Le 10 février 2014, Bergqvist quitte l'Angleterre pour retourner en Suède, signant un contrat de deux ans avec l'Östersunds FK.
En mai 2017, lui et le club se qualifient pour la finale de la Coupe de Suède qu'ils remporteront.
Grâce à cette victoire, il effectue lors de cette même année ses débuts en Ligue Europa.
Le 1er juin 2022, son prêt au Kalmar FF prend fin et il rejoint le Riga FC.

## Palmarès
Östersunds FK
- Coupe de Suède (1) :
  - Champion : 2016-17.